# دودمان باگراتونی
باگراتونیان یا بَغ‌داده‌ها از خانواده‌های بسیار قدیمی نجیب‌زادهٔ ارمنی بودند که اجداد آنان در کشور ارمنستان دوران سلسلهٔ اشکانی ارمنستان عنوان و امتیاز موروثی ریاست سواره‌نظام ارمنی را دارا بودند. در کتاب تاریخ ارمنستان موسس خورناتسی دربارهٔ ریشه و تبار آنان نوشته شده‌است که به پادشاهی وان برمی‌گردد. با این وصف این خانواده در دوران سلطهٔ ایرانیان قدری از اهمیت خود را از دست داد، چنان‌که در آغاز تسلط اعراب بر ارمنستان قدرتی برابر با قدرت خانواده‌های مامیگونیان یا رشتونی‌ها‌ را نداشت.
آن‌ها ارمنستان مستقلی را احیا کردند که به مدت دو سده به حیات خود به صورت یک دولت مستقل و یکپارچه ادامه داد و بدین گونه پس از چهارصد سال تسخیر ارمنستان به دست فاتحان ایرانی و سپس مردم عرب، در دوران سده‌های میانه دوباره ارمنستان متحد شد.
نام «باگراتونی» برگرفته از واژه «بَگارات»، تلفظ پارتی نام ایرانی باستان «بَگاداتَه» (به معنی خداداده) است.‎ بگاداته در فارسی امروز به صورت بغ‌داده و بغداد تلفظ می‌شود.

## تاریخ
املاک عمدهٔ باگراتونی‌ها از یک طرف در بخش ایسپیر واقع در منطقهٔ چورو نزدیک بایبورت قرار داشت و از طرف دیگر در منطقه‌ای که میان شهرهای کنونی نخجوان و جلفا گسترده‌است. باگراتونی‌ها ملک سومی نیز داشتند و آن بخش «داروینک» بود که عبارت از منطقهٔ کنونی دغوبایزید تا ماکو است.

نقشهٔ ارمنستان در دورهٔ باگراتونی‌ها

این تفرقه و پراکندگی اراضی برای باگراتونی‌ها هم یک نقطهٔ ضعف به‌شمار می‌رفت و هم مایهٔ قدرت بود.
نقطهٔ ضعف حساب می‌شد زیرا برخلاف سایر شاهزادگان و امیران ارمنی یک قلمرو بهم چسبیده و یکسان در اختیار نداشتند و از طرفی هم به این معنی مایهٔ قدرت بود که پراکندگی املاکشان آنان را کمتر آسیب‌پذیر می‌ساخت.
وقتی با اعراب در جنگ درگیر می‌شدند و سرنوشت جنگ به حال آنان مساعد نبود لااقل به این راه چاره متوسل می‌شدند که به املاک خود در منطقهٔ چورو که دور از دسترس نیروهای اعراب و در نزدیکی مرز امپراتوری بیزانس بود پناه می‌بردند، و برعکس وقتی که میانه‌شان با بیزانس بهم می‌خورد و ارتش آن امپراتوری مستملکات آنان را در «چورو» اشغال می‌کرد این امکان را داشتند که به املاک دیگر خود در درهٔ ارس بگریزند و با تکیه به اعراب به مبارزه با بیزانس ادامه بدهند.
اعراب در دوران تسلط خود بر ارمنستان از یک سیاست عاقلانه و مدبرانه پیروی کردند، بدین معنی که در میان امیرنشین‌های ارمنی اختلاف ایجاد می‌کردند و گروهی را به جان گروهی دیگر می‌انداختند و بدین گونه سیاست نابودی مهم‌ترین خانواده‌های ارمنی یعنی خانواده‌های مامیگونیان و کامساراکان و رشتونی را دنبال می‌نمودند.
خانواده‌های باگراتونی و آرتسرونی کسانی بودند که از این سیاست کمال استفاده را کردند. از جمله خانوادهٔ بزرگ باگراتونی با دریافت قسمتی از بازماندهٔ امیرنشین‌های منحل شده مانند امیرنشین مامیگونیان در منطقهٔ فرات و ارس و امیرنشین کامساراکان در منطقهٔ قارص کم‌کم موفق شدند مستملکات خود را توسعه دهند و به صورت یک منطقهٔ متصرفی و یکپارچه درآورند.
خانوادهٔ بغ‌داده‌ها وقتی که نخستین شورش بزرگ ضد اعراب را در آغاز سدهٔ هشتم رهبری کردند، بعدها مرتکب این خطای فاحش شدند که وقتی خانوادهٔ مامیگونیان دست به یک قیام قهرمانانه برای آزادی ارمنستان زدند باگراتونی‌ها نیروهای خود را به نیروهای آنان نپیوستند بلکه گذاشتند تا اعراب آنان را در هم بشکنند و خود از تقسیم املاک آنان بهره گرفتند لیکن در آخرین شورش‌های سدهٔ هشتم شرکت جستند. پس از شکست ناچار شدند مستملکات خود را در مرکز و در مشرق ارمنستان رها کنند و برای سنگر گرفتن و ادامه دادن به مقاومت به املاک خود در منطقهٔ ایسپیر پناه ببرند. در آنجا با تکیه بر قدرت امپراتوری بیزانس خودی گرفتند و تبدیل به عامل اساسی تعادل سیاسی شدند.
باگراتونیان همهٔ املاک پیشین خود در مرکز و در مشرق ارمنستان را بار دیگر بدست آوردند؛ در طول نخستین دهه‌های سدهٔ نهم در دنیای عرب حوادثی روی داد که موجب تقویت بازهم بیشتر موقعیت باگراتونیان و توسعهٔ املاک آنان گردید. در حقیقت امرا و توده‌های ساکن مناطق مجاور ارمنستان (به‌ویژه آذربایجان) همواره ضد خلفای بغداد سر به شورش برمی‌داشتند و در نتیجه خلفا ناگزیر بودند اغلب اوقات از باگراتونیان برای حمله به شورشیان و سرکوب کردن شورش‌ها کمک بخواهند.
باگراتونیان هم به پاداش این خدمت‌ها حقوق و امتیازات تازه و زمین‌های تازه می‌گرفتند و بدین گونه توانستند رشتهٔ گسیختهٔ املاک و مستملکات خود را بهم بپیوندند. در واقع در حدود سال ۸۵۰ میلادی باگراتونیان تمامی سرزمین ارمنستان خالص را در تصرف داشتند به‌جز منطقهٔ واسپوراکان که همچنان امیرنشین تابع آرتسرونی‌ها بود، و زنگه زور که در ملکیت خانوادهٔ سیونیا باقی‌مانده بود، بدین گونه ارمنستان خویشتن را از لای منگنهٔ اعراب بیرون می‌کشید.
تا زمانی که ارمنستان به چندین امیرنشین تقسیم شده بود میهن‌پرستی واقعی نمی‌توانست در نزد نجبای بزرگ ارمنی جایی داشته باشد.
«یک دولت و کشور ارمنی مستقل و یکپارچه که این نجبا حقاً بایستی همه چیز خود را در راه آن بدهند در نزد آنان مفهومی نداشت. مفهوم میهن برای آنان همان امیرنشین بود که بر آن آقایی می‌کردند و در راه آن بود که حاضر بودند از مال و جان خود بگذرند. میهن‌پرستی آنان صرفاً محلی بود و پیوندی که آنان را بهم می‌پیوست سیاسی نبود. این پیوند تنها از طریق اشتراک در آداب و رسوم و زبان و مذهب برقرار بود و چنان‌که می‌دانیم این عوامل هیچگاه به تنهایی کافی برای ساختن یک ملت واقعی نبوده‌اند؛ ولی اکنون به جای همه آن امیرنشین‌ها قدرتی به‌وجود آمده بود که کم‌کم شکل یک دولت یا کشور واقعی به خود می‌گرفت و تقریباً شامل تمامی ارمنستان یا دست کم شامل همه آن مناطقی می‌شد که برای احساسات ملی ارمنیان از همه عزیزتر بودند و بهتر می‌توانستند آن احساسات را برانگیزند.»
در واقع حوزهٔ تسلط باگراتونیان شامل مناطق وسیع می‌شد که شامل:
کوه آرارات که در آنجا نژاد آنان به آداب و سنن باستانی تورات پیوند می‌یافت، تارون (ارمنستان باستان) که زندگی مسیحیت ارمنستان در آنجا آغاز شده بود، حوزهٔ مسیر ارس یعنی منطقه‌ای که ارمنیان عشق و علاقهٔ ویژه‌ای به آن دارند زیرا مرکز قدرت پادشاهی آنان در دوران سلسلهٔ اشکانی ارمنستان بوده و در جاهای مختلف آن زیارتگاه‌هایی واقع شده‌اند که بیش از همه مورد ستایش ملیت و مذهبی آنان هستند.
باگراتونی‌ها که اکنون مالک و فرمانروای بخش وسیعی از کشور باستانی ارمنستان شده بودند وارث آداب و سنن آن نیز شدند. اکنون دیگر مظهر تنها میهن‌پرستی محدود محلی که تا مدتی احساس غالب امیرنشین‌های قدیمی بود نبودند بلکه روح ملی ارمنی را پیدا کرده بودند.

## نبرد با اعراب
در حدود سال ۸۵۰ میلادی باگراتونی‌ها دانستند که دیگر هنگام آن فرا رسیده‌است تا خویشتن را از آخرین آثار سلطهٔ اعراب برهانند این بود که شاهزاده سمبات یکم باگراتونی علیه اعراب قد برافراشت. چندین لشکر عرب درهم شکسته شدند و یکی از آن‌ها به وسیلهٔ کوه‌نشینان داوید ساسونی بکلی نابود گردید. لیکن خلفای بغداد موفق شدند لشکر بزرگی برای مقابله با سمبات اعزام دارند، و این لشکر به کمک امرای مسلمان کشورهای همجوار ارمنستان (آذربایجان و کردستان) توانست مقاومت سمبات را درهم بشکند. سمبات باگراتونی دستگیر و به بغداد فرستاده شد.

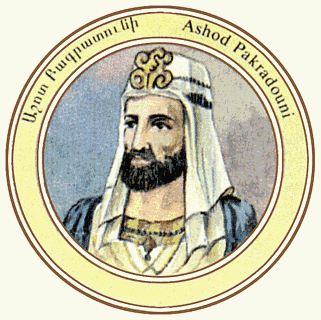
آشوت یکم

این شکست نخستین نتوانست انقلابی را متوقف سازد که عوامل خارجی آن را ناگزیر می‌کردند. در برابر امیران مسلمان مناطق همجوار که بیش از پیش نسبت به خلفای بغداد نافرمان می‌شدند و تنها کمک امیران ارمنی طی سال‌ها گذشته موجب شده بود که شکست بخورند اینک خلفا احساس می‌کردند که نیازی مبرم به یک سپر بلا دارند. از طرف دیگر بیزانس نیز که تحت فرمانروایی امپراتوران ارمنی نژاد (باسیلیوس یکم) سلسلهٔ مقدونی تعادل و نیروی دیرین خود را بازمی‌یافت به صورت خطر بزرگی برای خلفای بغداد باقی‌مانده بود. بنابرین می‌بایست از انداختن ارمنیان به دامان بیزانس پرهیز نمود، و برعکس بایستی از تمایلات آنان به کسب استقلال استفاده کرد و بدین وسیله دولت نیرومندی به صورت سپر بلا به وجود آورد تا مرزهای شمالی امپراتوری عرب را که بر اثر کشمکش‌های داخلی ضعیف شده بود ایمن نگاه دارد.
تعادل میان غرب و شرق که در طول سده‌ها به سبب انحطاط قدرت امپراتوری بیزانس و اعتلای قدرت ایران ساسانیان و سپس نهضت اسلام به سود شرق بهم خورده بود اکنون تهدید می‌کرد به اینکه نه تنها دوباره برقرار شود بلکه در جهت عکس یعنی به زیان شرق بهم بخورد، زیرا قدرت امپراتوری بیزانس رو به احیاشدن می‌رفت و حال آنکه در امپراتوری عرب به سبب قیام امرای محلی مسلمان که اعلام استقلال می‌کردند و خلافت بغداد که با نگهبانان خود رو به فساد و تباهی می‌رفت، نشانه‌های ضعف و فتور آشکار می‌گردید.
در برابر نیروی احیاء شونده باگراتونی‌ها که بزودی توانستند سربازان بیشماری برای جنگ مجهز کنند خلفای بغداد تصمیم گرفتند به یک امر اجتناب ناپذیر تن در دهند. این بود که آشوت یکم به عنوان امیرالامرای ارمنستان دادند و خودمختاری ارمنستان تحت حمایت امپراتوری اعراب به رسمیت شناختند؛ و چون پذیرفتند که عنوان این حکومت به‌طور موروثی در خانوادهٔ باگراتونی‌ها بماند می‌توان گفت که نخستین گام به سوی احیای دوبارهٔ یک ارمنستان مستقل برداشته شده بود.
امرای مسلمانی که بر مناطق همجوار ارمنستان حکومت می‌کردند، از جمله امرای ماناوازکرت (ملازگرد) و یرزنکا (ارزنجان) فریب این پیشامد را نخوردند، و خشمگین از این شناسایی و از خطری که تشکیل یک ارمنستان مستقل برای آنان در برمی‌داشت زیرا در مقابله خلفای بغداد با آنان احیاناً متحد بغداد می‌بود، بی‌درنگ و به ابتکار خود به او حمله‌ور شدند لیکن در شاهزادهٔ ارمنی و در سپاه او حریفی همسنگ و هماورد خود و سپاه خود یافتند.
آشوت یکم با سپاهیان خود که چهل هزار نفر بودند به مقابله لشکر دشمن که بالغ بر هشتاد هزار نفر می‌شد شتافت و در کرانه‌های ارس شکست سختی بر آنان وارد آورد. ارمنیان آن میدان جنگ را «میدان چله» یا نبرد چله نامیدند، زیرا در آنجا یک لشکر چهل هزار نفری از پس لشکری دو برابر خود برآمده بود.
آشوت تنها به تحکیم بنیان مستملکات خود بسنده نکرد، بلکه برای جلوگیری از استفادهٔ احتمالی دشمنانش از دو امیرنشین باقی‌ماندهٔ ارمنی یعنی آرتسرونی‌ها در واسپوراکان و سیونی‌ها در زنگه زور ضد خود با ازدواج دو دخترش با یک امیر آرتسرونی و یک امیر سیونی (از خانواده‌های نجبای بزرگ ارمنی) دوستی آنان را بدست آورد.
کامیابی شاهزاده آشوت باگراتونی، قدرت روزافزون او و ترقی سریع امپراتوری بیزانس با کوشش مجدانهٔ امپراتور باسیلیوس یکم خلفای بغداد را بر آن داشت تا به دنبال گام اول گام دومی بردارند، این بود که در سال ۸۸۵ میلادی تاج پادشاهی برای شاهزاده آشوت باگراتونی فرستادند و او بنیان‌گذار سلسلهٔ باگراتونی و احیاءکنندهٔ کشور مستقل ارمنستان بود عنوان آشوت یکم شاهنشاه ارمنستان و به قول اعراب لقب (سلطان السلاطین) یافت.
باسیلیوس یکم نیز همینکه از این خیر آگاه شد به نوبهٔ خود یک تاج پادشاهی برای آشوت فرستاد و بدین گونه آشوت یکم به جای یک تاج دارای دو تاج گردید.
این وضع مسلماً از موقعیت جغرافیایی ارمنستان ناشی می‌شد، چه هر دو ابرقدرت هم‌مرز با این کشور می‌خواستند دوستی او را که تازه به صورت یک دولت مستقل پا گرفته بود بدست بیاورند. بعلاوه رقابت میان امپراتوری عرب از یک طرف و امپراتوری بیزانس از طرف دیگر در احیای ارمنستان مستقل سهمی داشت و حتی تضمین دوام آن نیز به‌شمار می‌رفت.

## پادشاهان باگراتونی
- آشوت یکم - ۸۹۱-۸۸۵
- سمبات یکم - ۹۱۴-۸۹۲
- آشوت دوم - ۹۲۸-۹۱۴
- آباص یکم- ۹۵۳-۹۲۸
- آشوت سوم- ۹۷۷-۹۵۳
- سمبات دوم - ۹۸۹-۹۷۷
- گاگیک یکم- ۱۰۲۰-۹۸۹
- هُوْهانِس-سمبات سوم- ۱۰۴۰-۱۰۲۰
- آشوت چهارم- ۱۰۳۹-۱۰۲۱
- گاگیک دوم- ۱۰۴۵-۱۰۴۲

|  |  |                                     |                                     |                                     |                                     |                                     |                                     |                                    |                                    |       |       |                                                                        |                                                                        |                                                                        |                                                                        |                                                                        |                                                                        |                                           |                                           |                                           |                                           | آشوت کبیر عیسی, sparapet (۸۵۵-۸۸۵) پادشاه ارمنستان (۸۸۵-۸۹۰) | آشوت کبیر عیسی, sparapet (۸۵۵-۸۸۵) پادشاه ارمنستان (۸۸۵-۸۹۰) | آشوت کبیر عیسی, sparapet (۸۵۵-۸۸۵) پادشاه ارمنستان (۸۸۵-۸۹۰) | آشوت کبیر عیسی, sparapet (۸۵۵-۸۸۵) پادشاه ارمنستان (۸۸۵-۸۹۰) | آشوت کبیر عیسی, sparapet (۸۵۵-۸۸۵) پادشاه ارمنستان (۸۸۵-۸۹۰) | آشوت کبیر عیسی, sparapet (۸۵۵-۸۸۵) پادشاه ارمنستان (۸۸۵-۸۹۰) |                     |                     | کاترین یکم ملکه ارمنستان (۸۸۵-۸۹۰) | کاترین یکم ملکه ارمنستان (۸۸۵-۸۹۰) | کاترین یکم ملکه ارمنستان (۸۸۵-۸۹۰)        | کاترین یکم ملکه ارمنستان (۸۸۵-۸۹۰)        | کاترین یکم ملکه ارمنستان (۸۸۵-۸۹۰)        | کاترین یکم ملکه ارمنستان (۸۸۵-۸۹۰)        |                                           |                                           |              |              |               |               |               |               |               |               |     |     |                                        |                                        |                                        |                                        |                                        |                                        |                      |                      |      |      |  |  |  |  |  |  |  |  |  |  |  |  |  |  |  |  |  |  |  |  |  |  |  |  |  |  |  |  |  |  |  |  |  |  |
|  |  |                                     |                                     |                                     |                                     |                                     |                                     |                                    |                                    |       |       |                                                                        |                                                                        |                                                                        |                                                                        |                                                                        |                                                                        |                                           |                                           |                                           |                                           | آشوت کبیر عیسی, sparapet (۸۵۵-۸۸۵) پادشاه ارمنستان (۸۸۵-۸۹۰) | آشوت کبیر عیسی, sparapet (۸۵۵-۸۸۵) پادشاه ارمنستان (۸۸۵-۸۹۰) | آشوت کبیر عیسی, sparapet (۸۵۵-۸۸۵) پادشاه ارمنستان (۸۸۵-۸۹۰) | آشوت کبیر عیسی, sparapet (۸۵۵-۸۸۵) پادشاه ارمنستان (۸۸۵-۸۹۰) | آشوت کبیر عیسی, sparapet (۸۵۵-۸۸۵) پادشاه ارمنستان (۸۸۵-۸۹۰) | آشوت کبیر عیسی, sparapet (۸۵۵-۸۸۵) پادشاه ارمنستان (۸۸۵-۸۹۰) |                     |                     | کاترین یکم ملکه ارمنستان (۸۸۵-۸۹۰) | کاترین یکم ملکه ارمنستان (۸۸۵-۸۹۰) | کاترین یکم ملکه ارمنستان (۸۸۵-۸۹۰)        | کاترین یکم ملکه ارمنستان (۸۸۵-۸۹۰)        | کاترین یکم ملکه ارمنستان (۸۸۵-۸۹۰)        | کاترین یکم ملکه ارمنستان (۸۸۵-۸۹۰)        |                                           |                                           |              |              |               |               |               |               |               |               |     |     |                                        |                                        |                                        |                                        |                                        |                                        |                      |                      |      |      |  |  |  |  |  |  |  |  |  |  |  |  |  |  |  |  |  |  |  |  |  |  |  |  |  |  |  |  |  |  |  |  |  |  |
|  |  |                                     |                                     |                                     |                                     |                                     |                                     |                                    |                                    |       |       |                                                                        |                                                                        |                                                                        |                                                                        |                                                                        |                                                                        |                                           |                                           |                                           |                                           |                                                              |                                                              |                                                              |                                                              |                                                              |                                                              |                     |                     |                                    |                                    |                                           |                                           |                                           |                                           |                                           |                                           |              |              |               |               |               |               |               |               |     |     |                                        |                                        |                                        |                                        |                                        |                                        |                      |                      |      |      |  |  |  |  |  |  |  |  |  |  |  |  |  |  |  |  |  |  |  |  |  |  |  |  |  |  |  |  |  |  |  |  |  |  |
|  |  |                                     |                                     |                                     |                                     |                                     |                                     |                                    |                                    |       |       |                                                                        |                                                                        |                                                                        |                                                                        |                                                                        |                                                                        |                                           |                                           |                                           |                                           |                                                              |                                                              |                                                              |                                                              |                                                              |                                                              |                     |                     |                                    |                                    |                                           |                                           |                                           |                                           |                                           |                                           |              |              |               |               |               |               |               |               |     |     |                                        |                                        |                                        |                                        |                                        |                                        |                      |                      |      |      |  |  |  |  |  |  |  |  |  |  |  |  |  |  |  |  |  |  |  |  |  |  |  |  |  |  |  |  |  |  |  |  |  |  |
|  |  | سمبات یکم پادشاه ارمنستان (۸۹۰-۹۱۴) | سمبات یکم پادشاه ارمنستان (۸۹۰-۹۱۴) | سمبات یکم پادشاه ارمنستان (۸۹۰-۹۱۴) | سمبات یکم پادشاه ارمنستان (۸۹۰-۹۱۴) | سمبات یکم پادشاه ارمنستان (۸۹۰-۹۱۴) | سمبات یکم پادشاه ارمنستان (۸۹۰-۹۱۴) |                                    |                                    |       |       |                                                                        |                                                                        |                                                                        |                                                                        |                                                                        |                                                                        | ساهاک                                     | ساهاک                                     | ساهاک                                     | ساهاک                                     | ساهاک                                                        | ساهاک                                                        |                                                              |                                                              |                                                              |                                                              |                     |                     |                                    |                                    |                                           |                                           | داویت (†۹۰۲)                              | داویت (†۹۰۲)                              | داویت (†۹۰۲)                              | داویت (†۹۰۲)                              | داویت (†۹۰۲) | داویت (†۹۰۲) |               |               |               |               |               |               |     |     |                                        |                                        | شاپوه سپاراپت (†۹۱۲)                   | شاپوه سپاراپت (†۹۱۲)                   | شاپوه سپاراپت (†۹۱۲)                   | شاپوه سپاراپت (†۹۱۲)                   | شاپوه سپاراپت (†۹۱۲) | شاپوه سپاراپت (†۹۱۲) |      |      |  |  |  |  |  |  |  |  |  |  |  |  |  |  |  |  |  |  |  |  |  |  |  |  |  |  |  |  |  |  |  |  |  |  |
|  |  | سمبات یکم پادشاه ارمنستان (۸۹۰-۹۱۴) | سمبات یکم پادشاه ارمنستان (۸۹۰-۹۱۴) | سمبات یکم پادشاه ارمنستان (۸۹۰-۹۱۴) | سمبات یکم پادشاه ارمنستان (۸۹۰-۹۱۴) | سمبات یکم پادشاه ارمنستان (۸۹۰-۹۱۴) | سمبات یکم پادشاه ارمنستان (۸۹۰-۹۱۴) |                                    |                                    |       |       |                                                                        |                                                                        |                                                                        |                                                                        |                                                                        |                                                                        | ساهاک                                     | ساهاک                                     | ساهاک                                     | ساهاک                                     | ساهاک                                                        | ساهاک                                                        |                                                              |                                                              |                                                              |                                                              |                     |                     |                                    |                                    |                                           |                                           | داویت (†۹۰۲)                              | داویت (†۹۰۲)                              | داویت (†۹۰۲)                              | داویت (†۹۰۲)                              | داویت (†۹۰۲) | داویت (†۹۰۲) |               |               |               |               |               |               |     |     |                                        |                                        | شاپوه سپاراپت (†۹۱۲)                   | شاپوه سپاراپت (†۹۱۲)                   | شاپوه سپاراپت (†۹۱۲)                   | شاپوه سپاراپت (†۹۱۲)                   | شاپوه سپاراپت (†۹۱۲) | شاپوه سپاراپت (†۹۱۲) |      |      |  |  |  |  |  |  |  |  |  |  |  |  |  |  |  |  |  |  |  |  |  |  |  |  |  |  |  |  |  |  |  |  |  |  |
|  |  |                                     |                                     |                                     |                                     |                                     |                                     | صوفیا                              | صوفیا                              | صوفیا | صوفیا | صوفیا                                                                  | صوفیا                                                                  |                                                                        |                                                                        | گریگور-درنیک شاهزاده واسپوراکان (۸۵۷-۸۸۷)                              | گریگور-درنیک شاهزاده واسپوراکان (۸۵۷-۸۸۷)                              | گریگور-درنیک شاهزاده واسپوراکان (۸۵۷-۸۸۷) | گریگور-درنیک شاهزاده واسپوراکان (۸۵۷-۸۸۷) | گریگور-درنیک شاهزاده واسپوراکان (۸۵۷-۸۸۷) | گریگور-درنیک شاهزاده واسپوراکان (۸۵۷-۸۸۷) |                                                              |                                                              | دختر                                                         | دختر                                                         | دختر                                                         | دختر                                                         | دختر                | دختر                |                                    |                                    | واهان آرتسرونی                            | واهان آرتسرونی                            | واهان آرتسرونی                            | واهان آرتسرونی                            | واهان آرتسرونی                            | واهان آرتسرونی                            |              |              | ماریام (†۹۱۴) | ماریام (†۹۱۴) | ماریام (†۹۱۴) | ماریام (†۹۱۴) | ماریام (†۹۱۴) | ماریام (†۹۱۴) |     |     | واساک سیونتسی شاهزاده سیونیک (۸۵۵-۸۵۹) | واساک سیونتسی شاهزاده سیونیک (۸۵۵-۸۵۹) | واساک سیونتسی شاهزاده سیونیک (۸۵۵-۸۵۹) | واساک سیونتسی شاهزاده سیونیک (۸۵۵-۸۵۹) | واساک سیونتسی شاهزاده سیونیک (۸۵۵-۸۵۹) | واساک سیونتسی شاهزاده سیونیک (۸۵۵-۸۵۹) |                      |                      |      |      |  |  |  |  |  |  |  |  |  |  |  |  |  |  |  |  |  |  |  |  |  |  |  |  |  |  |  |  |  |  |  |  |  |  |
|  |  |                                     |                                     |                                     |                                     |                                     |                                     | صوفیا                              | صوفیا                              | صوفیا | صوفیا | صوفیا                                                                  | صوفیا                                                                  |                                                                        |                                                                        | گریگور-درنیک شاهزاده واسپوراکان (۸۵۷-۸۸۷)                              | گریگور-درنیک شاهزاده واسپوراکان (۸۵۷-۸۸۷)                              | گریگور-درنیک شاهزاده واسپوراکان (۸۵۷-۸۸۷) | گریگور-درنیک شاهزاده واسپوراکان (۸۵۷-۸۸۷) | گریگور-درنیک شاهزاده واسپوراکان (۸۵۷-۸۸۷) | گریگور-درنیک شاهزاده واسپوراکان (۸۵۷-۸۸۷) |                                                              |                                                              | دختر                                                         | دختر                                                         | دختر                                                         | دختر                                                         | دختر                | دختر                |                                    |                                    | واهان آرتسرونی                            | واهان آرتسرونی                            | واهان آرتسرونی                            | واهان آرتسرونی                            | واهان آرتسرونی                            | واهان آرتسرونی                            |              |              | ماریام (†۹۱۴) | ماریام (†۹۱۴) | ماریام (†۹۱۴) | ماریام (†۹۱۴) | ماریام (†۹۱۴) | ماریام (†۹۱۴) |     |     | واساک سیونتسی شاهزاده سیونیک (۸۵۵-۸۵۹) | واساک سیونتسی شاهزاده سیونیک (۸۵۵-۸۵۹) | واساک سیونتسی شاهزاده سیونیک (۸۵۵-۸۵۹) | واساک سیونتسی شاهزاده سیونیک (۸۵۵-۸۵۹) | واساک سیونتسی شاهزاده سیونیک (۸۵۵-۸۵۹) | واساک سیونتسی شاهزاده سیونیک (۸۵۵-۸۵۹) |                      |                      |      |      |  |  |  |  |  |  |  |  |  |  |  |  |  |  |  |  |  |  |  |  |  |  |  |  |  |  |  |  |  |  |  |  |  |  |
|  |  |                                     |                                     |                                     |                                     |                                     |                                     |                                    |                                    |       |       |                                                                        |                                                                        |                                                                        |                                                                        |                                                                        |                                                                        |                                           |                                           |                                           |                                           |                                                              |                                                              |                                                              |                                                              |                                                              |                                                              |                     |                     |                                    |                                    |                                           |                                           |                                           |                                           |                                           |                                           |              |              |               |               |               |               |               |               |     |     |                                        |                                        |                                        |                                        |                                        |                                        |                      |                      |      |      |  |  |  |  |  |  |  |  |  |  |  |  |  |  |  |  |  |  |  |  |  |  |  |  |  |  |  |  |  |  |  |  |  |  |
|  |  |                                     |                                     |                                     |                                     |                                     |                                     |                                    |                                    |       |       |                                                                        |                                                                        |                                                                        |                                                                        |                                                                        |                                                                        |                                           |                                           |                                           |                                           |                                                              |                                                              |                                                              |                                                              |                                                              |                                                              |                     |                     |                                    |                                    |                                           |                                           |                                           |                                           |                                           |                                           |              |              |               |               |               |               |               |               |     |     |                                        |                                        |                                        |                                        |                                        |                                        |                      |                      |      |      |  |  |  |  |  |  |  |  |  |  |  |  |  |  |  |  |  |  |  |  |  |  |  |  |  |  |  |  |  |  |  |  |  |  |
|  |  |                                     |                                     | آشوت شاهزاده واسپوراکان (۸۹۸-۹۰۴)   | آشوت شاهزاده واسپوراکان (۸۹۸-۹۰۴)   | آشوت شاهزاده واسپوراکان (۸۹۸-۹۰۴)   | آشوت شاهزاده واسپوراکان (۸۹۸-۹۰۴)   | آشوت شاهزاده واسپوراکان (۸۹۸-۹۰۴)  | آشوت شاهزاده واسپوراکان (۸۹۸-۹۰۴)  |       |       | گاگیک یکم واسپوراکان شاهزاده و پادشاه واسپوراکان (۹۰۴-۹۰۸) / (۹۰۸-۹۴۳) | گاگیک یکم واسپوراکان شاهزاده و پادشاه واسپوراکان (۹۰۴-۹۰۸) / (۹۰۸-۹۴۳) | گاگیک یکم واسپوراکان شاهزاده و پادشاه واسپوراکان (۹۰۴-۹۰۸) / (۹۰۸-۹۴۳) | گاگیک یکم واسپوراکان شاهزاده و پادشاه واسپوراکان (۹۰۴-۹۰۸) / (۹۰۸-۹۴۳) | گاگیک یکم واسپوراکان شاهزاده و پادشاه واسپوراکان (۹۰۴-۹۰۸) / (۹۰۸-۹۴۳) | گاگیک یکم واسپوراکان شاهزاده و پادشاه واسپوراکان (۹۰۴-۹۰۸) / (۹۰۸-۹۴۳) |                                           |                                           | گورگن شاهزاده نور شیراکان (۹۰۴-۹۲۵)       | گورگن شاهزاده نور شیراکان (۹۰۴-۹۲۵)       | گورگن شاهزاده نور شیراکان (۹۰۴-۹۲۵)                          | گورگن شاهزاده نور شیراکان (۹۰۴-۹۲۵)                          | گورگن شاهزاده نور شیراکان (۹۰۴-۹۲۵)                          | گورگن شاهزاده نور شیراکان (۹۰۴-۹۲۵)                          |                                                              |                                                              |                     |                     |                                    |                                    | گریگور شاهزاده سیونیک (۸۵۵-۸۵۹) (۸۵۹-۹۱۳) | گریگور شاهزاده سیونیک (۸۵۵-۸۵۹) (۸۵۹-۹۱۳) | گریگور شاهزاده سیونیک (۸۵۵-۸۵۹) (۸۵۹-۹۱۳) | گریگور شاهزاده سیونیک (۸۵۵-۸۵۹) (۸۵۹-۹۱۳) | گریگور شاهزاده سیونیک (۸۵۵-۸۵۹) (۸۵۹-۹۱۳) | گریگور شاهزاده سیونیک (۸۵۵-۸۵۹) (۸۵۹-۹۱۳) |              |              | ساهاک         | ساهاک         | ساهاک         | ساهاک         | ساهاک         | ساهاک         |     |     | واساک                                  | واساک                                  | واساک                                  | واساک                                  | واساک                                  | واساک                                  |                      |                      |      |      |  |  |  |  |  |  |  |  |  |  |  |  |  |  |  |  |  |  |  |  |  |  |  |  |  |  |  |  |  |  |  |  |  |  |
|  |  |                                     |                                     | آشوت شاهزاده واسپوراکان (۸۹۸-۹۰۴)   | آشوت شاهزاده واسپوراکان (۸۹۸-۹۰۴)   | آشوت شاهزاده واسپوراکان (۸۹۸-۹۰۴)   | آشوت شاهزاده واسپوراکان (۸۹۸-۹۰۴)   | آشوت شاهزاده واسپوراکان (۸۹۸-۹۰۴)  | آشوت شاهزاده واسپوراکان (۸۹۸-۹۰۴)  |       |       | گاگیک یکم واسپوراکان شاهزاده و پادشاه واسپوراکان (۹۰۴-۹۰۸) / (۹۰۸-۹۴۳) | گاگیک یکم واسپوراکان شاهزاده و پادشاه واسپوراکان (۹۰۴-۹۰۸) / (۹۰۸-۹۴۳) | گاگیک یکم واسپوراکان شاهزاده و پادشاه واسپوراکان (۹۰۴-۹۰۸) / (۹۰۸-۹۴۳) | گاگیک یکم واسپوراکان شاهزاده و پادشاه واسپوراکان (۹۰۴-۹۰۸) / (۹۰۸-۹۴۳) | گاگیک یکم واسپوراکان شاهزاده و پادشاه واسپوراکان (۹۰۴-۹۰۸) / (۹۰۸-۹۴۳) | گاگیک یکم واسپوراکان شاهزاده و پادشاه واسپوراکان (۹۰۴-۹۰۸) / (۹۰۸-۹۴۳) |                                           |                                           | گورگن شاهزاده نور شیراکان (۹۰۴-۹۲۵)       | گورگن شاهزاده نور شیراکان (۹۰۴-۹۲۵)       | گورگن شاهزاده نور شیراکان (۹۰۴-۹۲۵)                          | گورگن شاهزاده نور شیراکان (۹۰۴-۹۲۵)                          | گورگن شاهزاده نور شیراکان (۹۰۴-۹۲۵)                          | گورگن شاهزاده نور شیراکان (۹۰۴-۹۲۵)                          |                                                              |                                                              |                     |                     |                                    |                                    | گریگور شاهزاده سیونیک (۸۵۵-۸۵۹) (۸۵۹-۹۱۳) | گریگور شاهزاده سیونیک (۸۵۵-۸۵۹) (۸۵۹-۹۱۳) | گریگور شاهزاده سیونیک (۸۵۵-۸۵۹) (۸۵۹-۹۱۳) | گریگور شاهزاده سیونیک (۸۵۵-۸۵۹) (۸۵۹-۹۱۳) | گریگور شاهزاده سیونیک (۸۵۵-۸۵۹) (۸۵۹-۹۱۳) | گریگور شاهزاده سیونیک (۸۵۵-۸۵۹) (۸۵۹-۹۱۳) |              |              | ساهاک         | ساهاک         | ساهاک         | ساهاک         | ساهاک         | ساهاک         |     |     | واساک                                  | واساک                                  | واساک                                  | واساک                                  | واساک                                  | واساک                                  |                      |                      |      |      |  |  |  |  |  |  |  |  |  |  |  |  |  |  |  |  |  |  |  |  |  |  |  |  |  |  |  |  |  |  |  |  |  |  |
|  |  |                                     |                                     |                                     |                                     |                                     |                                     |                                    |                                    |       |       |                                                                        |                                                                        |                                                                        |                                                                        |                                                                        |                                                                        |                                           |                                           |                                           |                                           |                                                              |                                                              |                                                              |                                                              |                                                              |                                                              |                     |                     |                                    |                                    |                                           |                                           |                                           |                                           |                                           |                                           |              |              |               |               |               |               |               |               |     |     |                                        |                                        |                                        |                                        |                                        |                                        |                      |                      |      |      |  |  |  |  |  |  |  |  |  |  |  |  |  |  |  |  |  |  |  |  |  |  |  |  |  |  |  |  |  |  |  |  |  |  |
|  |  |                                     |                                     | آشوت دوم پادشاه ارمنستان (۹۱۴-۹۲۸)  | آشوت دوم پادشاه ارمنستان (۹۱۴-۹۲۸)  | آشوت دوم پادشاه ارمنستان (۹۱۴-۹۲۸)  | آشوت دوم پادشاه ارمنستان (۹۱۴-۹۲۸)  | آشوت دوم پادشاه ارمنستان (۹۱۴-۹۲۸) | آشوت دوم پادشاه ارمنستان (۹۱۴-۹۲۸) |       |       | ساهاکانیوش سوادا                                                       | ساهاکانیوش سوادا                                                       | ساهاکانیوش سوادا                                                       | ساهاکانیوش سوادا                                                       | ساهاکانیوش سوادا                                                       | ساهاکانیوش سوادا                                                       |                                           |                                           | آباص یکم پادشاه ارمنستان (۹۲۸-۹۵۳)        | آباص یکم پادشاه ارمنستان (۹۲۸-۹۵۳)        | آباص یکم پادشاه ارمنستان (۹۲۸-۹۵۳)                           | آباص یکم پادشاه ارمنستان (۹۲۸-۹۵۳)                           | آباص یکم پادشاه ارمنستان (۹۲۸-۹۵۳)                           | آباص یکم پادشاه ارمنستان (۹۲۸-۹۵۳)                           |                                                              |                                                              | گورگندوخت باگراتونی | گورگندوخت باگراتونی | گورگندوخت باگراتونی                | گورگندوخت باگراتونی                | گورگندوخت باگراتونی                       | گورگندوخت باگراتونی                       |                                           |                                           | سدا                                       | سدا                                       | سدا          | سدا          | سدا           | سدا           |               |               | پسر           | پسر           | پسر | پسر | پسر                                    | پسر                                    |                                        |                                        | آشوت                                   | آشوت                                   | آشوت                 | آشوت                 | آشوت | آشوت |  |  |  |  |  |  |  |  |  |  |  |  |  |  |  |  |  |  |  |  |  |  |  |  |  |  |  |  |  |  |  |  |  |  |
|  |  |                                     |                                     | آشوت دوم پادشاه ارمنستان (۹۱۴-۹۲۸)  | آشوت دوم پادشاه ارمنستان (۹۱۴-۹۲۸)  | آشوت دوم پادشاه ارمنستان (۹۱۴-۹۲۸)  | آشوت دوم پادشاه ارمنستان (۹۱۴-۹۲۸)  | آشوت دوم پادشاه ارمنستان (۹۱۴-۹۲۸) | آشوت دوم پادشاه ارمنستان (۹۱۴-۹۲۸) |       |       | ساهاکانیوش سوادا                                                       | ساهاکانیوش سوادا                                                       | ساهاکانیوش سوادا                                                       | ساهاکانیوش سوادا                                                       | ساهاکانیوش سوادا                                                       | ساهاکانیوش سوادا                                                       |                                           |                                           | آباص یکم پادشاه ارمنستان (۹۲۸-۹۵۳)        | آباص یکم پادشاه ارمنستان (۹۲۸-۹۵۳)        | آباص یکم پادشاه ارمنستان (۹۲۸-۹۵۳)                           | آباص یکم پادشاه ارمنستان (۹۲۸-۹۵۳)                           | آباص یکم پادشاه ارمنستان (۹۲۸-۹۵۳)                           | آباص یکم پادشاه ارمنستان (۹۲۸-۹۵۳)                           |                                                              |                                                              | گورگندوخت باگراتونی | گورگندوخت باگراتونی | گورگندوخت باگراتونی                | گورگندوخت باگراتونی                | گورگندوخت باگراتونی                       | گورگندوخت باگراتونی                       |                                           |                                           | سدا                                       | سدا                                       | سدا          | سدا          | سدا           | سدا           |               |               | پسر           | پسر           | پسر | پسر | پسر                                    | پسر                                    |                                        |                                        | آشوت                                   | آشوت                                   | آشوت                 | آشوت                 | آشوت | آشوت |  |  |  |  |  |  |  |  |  |  |  |  |  |  |  |  |  |  |  |  |  |  |  |  |  |  |  |  |  |  |  |  |  |  |